# Arennest
Das Arennest, auch Aarnest genannt, ist ein 591,5 m ü. NHN hoher Berg im hessischen Landkreis Marburg-Biedenkopf. Es zählt zu den sogenannten Sackpfeifen-Vorhöhen, die als Teil des Ostsauerländer Gebirgsrandes das Rothaargebirge südöstlich der 674 m hohen Sackpfeife abdachen. 
Das Arennest erstreckt sich zwischen Engelbach und Biedenkopf und gilt als Hausberg des Ortes Engelbach.